# Hans-Joachim Geyer
Hans-Joachim Geyer (Pseudonym: Henry Troll, * 18. Juni 1901 in Rathenow; † 21. Juli 1972 in Lehnitz) war ein deutscher Autor und Agent.

## Leben
Hans-Joachim Geyer entstammt einer begüterten Rathenower Familie. Nach 1918 war er wohl Angehöriger von Freikorps. Danach bildete er sich zum Landwirt aus und arbeitete als Inspektor auf verschiedenen Rittergütern. Er trat zum 1. Februar 1932 in die NSDAP ein (Mitgliedsnummer 921.640) und leitete deren Ortsgruppe in Rathenow. Später gehörte er zur örtlichen SA-Führung.
Mitte der 1930er Jahre zog Geyer nach Falkensee und arbeitete in der Verwaltung. Hier begann er Kriminal- und Abenteuergeschichten zu schreiben. Wegen Angina Pectoris wurde er vom Militärdienst zurückgestellt und arbeitete ab 1943 in der Verwaltung des DEMAG-Panzerwerks in Falkensee und danach als Kantinenverwalter in den Mittelwerken Ilfeld.
Nach dem Zweiten Weltkrieg verrichtete er zunächst Hilfsarbeiten und arbeitete dann ab 1950 als Büroartikelvertreter in West-Berlin. 1952 nahm er Verbindung zur Organisation Gehlen auf und spionierte für diese in der DDR, wurde jedoch schon Ende des Jahres von der Stasi in Riesa verhaftet. Während der Verhöre verpflichtete sich Geyer als „Geheimer Mitarbeiter“ für die Stasi unter dem Decknamen Joe Ball zu arbeiten. Ende Oktober 1953 zog Geyer von Berlin-Schöneberg nach Ost-Berlin. Im sogenannten Gehlen-Prozess vom 18. bis zum 21. Dezember 1953 sagte er gegen seine ehemaligen Auftraggeber und Kollegen im Westen aus.
Hans-Joachim Geyer war verheiratet und hatte drei Kinder.

## Schriften
- Gutsbeamter Peter Möcke. 1936
- Der Löwe ist los. 1940
- Renzo, der Verräter. 1941
- Vamp Rita. 1941
- am anfang stand das ende ... 1954